# جامعه‌شناسی محیطی
جامعه‌شناسی محیطی (به انگلیسی: environmental sociology) حوزه علمی‌ای است که به مطالعه تعامل میان جوامع و محیط طبیعی آنها می‌پردازد. این حوزه، عوامل اجتماعی که بر مدیریت منابع محیطی تأثیر گذاشته و باعث ایجاد مسائل محیطی می‌گردند و فرایندهایی که به وسیله آن‌ها این مسائل زیست محیطی از نظر اجتماعی ساخته می‌شوند را برجسته می‌کند، از دل این مسائل، مسائل اجتماعی تعریف شده و به دنبال پاسخ این سؤال‌هاست.
جامعه‌شناسی محیطی در واکنش به ظهور جنبش زیست‌محیطی در دهه ۱۹۶۰ میلادی، به عنوان زیرشاخه‌ای از جامعه‌شناسی در اواخر دهه ۱۹۷۰ میلادی ظهور کرد. این شاخه علمی نشان‌دهنده حوزهٔ تحقیقاتی نسبتاً جدیدی بوده که بر روی توسعه جامعه‌شناسی پیشین از طریق شمول بستر فیزیکی به عنوان فاکتورهای اجتماعی مرتبط، تمرکز یافته‌است.

## تعریف
جامعه‌شناسی محیطی معمولاً به عنوان مطالعه جامعه‌شناختی تعاملات اجتماعی محیطی تعریف می‌گردد، هرچند این تعریف بلافاصله مسئله ادغام فرهنگ‌های بشری با بقیه محیط زیست را مطرح می‌نماید. ابعاد مختلف تعامل انسان با محیط طبیعی از جمله جمعیت و جمعیت‌شناسی سازمان‌ها و نهادها، فناوری، سلامتی و بیماری، فرهنگ، هویت و نابرابری اجتماعی توسط جامعه‌شناسان محیطی مورد مطالعه قرار می‌گیرد. اگرچه این حوزه علمی به‌طور کلی روی رابطه میان جامعه و محیط زیست متمرکز می‌باشد، اما جامعه شناسان محیطی معمولاً روی مطالعه عوامل اجتماعی که باعث مشکلات محیطی می‌گردد، تأثیرات اجتماعی این مشکلات و تلاش برای حل کردن این مشکلات تأکید ویژه دارند. افزون بر آن، توجه قابل ملاحظه‌ای به فرایندهایی که از تأثیرات آن حالات مشخص زیست‌محیطی از نظر اجتماعی به عنوان مشکل تعریف می‌گردند مبذول شده‌است. بیشتر تحقیقات در حوزه جامعه‌شناسی محیط زیستی به بررسی جوامع معاصر می‌پردازد.

## تاریخچه
جامعه‌شناسی محیطی پس از جنبش زیست‌محیطی دهه ۱۹۶۰ میلادی و اوایل دهه ۱۹۷۰ به عنوان یک حوزه فرعی منسجم پژوهش ظهور کرد. کارهای «ویلیام آر. کاتون جی.آر.» و «ریلی دونلاپ» از جمله کارهایی بود که انسان‌محوری محدود در جامعه‌شناسی کلاسیک را به چالش کشید. آنها در اواخر دهه ۱۹۷۰ میلادی درخواست یک نگرش کلی یا نظام‌های جدید را نمودند. جامعه‌شناسی عمومی از ۱۹۷۰ میلادی بدین سو تغییرات قابل توجهی داشته و عوامل محیطی را در تشریحات اجتماعی گنجاند. جامعه‌شناسی محیط زیستی حالا به عنوان یک حوزه دانشگاهی قابل ملاحظه و بین رشته‌ای، خود را مستحکم نموده‌است.

## مفاهیم

### دوگانه‌گرایی وجودی
طرز دید دوگانه به وضعیت انسان به علت داشتن فرهنگ متفاوت و خصیصه‌های تکاملی است. بنا بر یک نگرش، انسان‌ها در کنار سایر گونه‌ها در زیست‌کره تکامل یافته‌اند. انسان‌ها همانند سایر موجودات زندهٔ طبیعت دارای وابستگی‌های بوم‌شناختی هستند. بنابر نگرش‌های دیگر، انسان‌ها با داشتن ظرفیت‌های نوآوری، فرهنگ‌های مجزا و نهادهای گوناگون از سایر گونه‌ها متمایز می‌گردند. موجودات انسانی این قدرت را دارند تا به‌طور مستقل محیط طبیعی را تغییر دده، ویران کنند و از محدوده‌هایش تجاوز نمایند.
از نظر بوتیل (۲۰۰۴ میلادی)، امروزه پنج سنت بزرگ در جامعه‌شناسی محیط زیستی موجود است: چرخه ناخوشایند تولید و سایر اکو-مارکسیسم‌ها، مدرن سازی بوم‌شناختی و سایر جامعه‌شناسی‌های اصلاحات محیطی، جامعه‌شناسی‌های فرهنگی محیطی، نئومالتوسیانیسم‌ها و پارادایم جدید بوم‌شناختی. معنی آن در عمل این است که این پنج نظریه برای یافتن مقصران تخریب محیط زیست بوجود آمده‌اند، این که باید روی چه چیزی تحقیق کرد و آنرا مهم تلقی نمود. این نظریات به دلیل منشأ پیدایش‌شان، به دنبال مقصر گشته و در نتیجه یکدیگر را نقض می‌کنند.

### نئومالتوسیانیسم
آثاری چون «تراژدی مشترکات» (۱۹۶۹ میلادی) اثر هاردین، تفکر مالتوسیان‌ها در مورد این که افزایش مبهم نفوس باعث قحطی می‌گردد را به یک مدل که می‌گوید خودخواهی فردی به مقیاس گسترده‌تر باعث تخریب منابع مشترک مانند هوا، آب، دریاها یا شرایط کلی زیست‌میحطی می‌گردد، مبدل نمود. هاردین خصوصی‌سازی منابع یا تنظیم منابع از جانب دولت را به عنوان راه حلی برای تخریب محیط زیستی که ناشی از تراژدی مشترکات است پیشنهاد نمود. تعداد زیاد جامعه شناسان دیگر نیز تا دهه ۱۹۷۰ میلادی این نظر را اشاعه کردند. انتقادهای زیادی بر این نظریه وارد گردیده‌است به ویژه از جانب دانشمند علوم سیاسی الینور اوستروم یا اقتصاد دانانی چون آمارتیا سن و ایستر بوسیروپ.
اگرچه مطبوعات جریان اصلی، مالتوسیانیسم را تنها نظریهٔ محیط زیستی‌گرایی می‌داند، اما بیشتر جامعه شناسان با مالتوسیانیسم موافق نیستند، چون به نظر جامعه شناسان مسائل اجتماعی سازمان یافته در تخریب محیط زیست، نقش بیشتری دارد تا صرف جمعیت یا خودخواهی. به عنوان مثال، آستروم در کتاب خود با عنوان: «کنترل مشترکات: تکامل نهادها جهت کنش جمعی»‏ (۱۹۹۰ میلادی) استدلال می‌نماید، منافع فردی همیشه باعث تخریب نمی‌گردد، بلکه بعضی اوقات می‌تواند به افراد این انگیزش را بدهد تا از منابع مشترک خود مراقبت نمایند. برای انجام این کار، آنها باید قواعد ابتدایی سازمانی مرتبط به استفاده از منابع را تغییر دهند. پژوهش‌های وی شواهدی از سیستم‌های مدیریت منابع پایدار را در مورد منابع مشترک فراهم نموده که برای قرن‌ها در بعضی نقاط دنیا ادامه داشته‌است.
آمارتیا سین در کتاب خود با عنوان «فقر و قحطی: مقالهٔ در مورد استحقاق و محرومیت»‏ (۱۹۸۰ میلادی) استدلال نمود که گسترش جمعیت آنگونه که نئومالتوسیانیست‌ها استدلال می‌نمایند، باعث قحطی یا تخریب منابع نمی‌شود. بلکه بنا بر موارد مستند شده، عدم موجودیت حق سیاسی بر منابع که به وفور وجود دارد، در برخی از جمعیت‌ها باعث قحطی می‌گردد. وی به‌گونه مستند تشریح می‌نماید که قحطی چگونه می‌تواند در جمعیت‌های انبوه یا در جمعیت‌های اندک رخ دهد. او مدعی است که قحطی (تخریب محیط زیستی) تنها در دموکراسی‌های غیر کارآمد یا دولت‌های غیر انتخابی اتفاق می‌آفتد.
ایستر بوسیروپ در کتاب خود با عنوان «شرایط رشد زراعت: مسئله اقتصادی تغییر زراعت تحت فشار جمعیت»‏ (۱۹۶۵ میلادی) این استدلال را مطرح می‌نماید که: هر گاه نظریه استقرایی مالتوس در مورد وجود رابطه یک-به-یک میان میزان زراعت و نفوس را از نظر قیاسی و تجربی تجزیه و تحلیل نماییم، نتیجه آن در واقع بر عکس خواهد بود؛ یعنی، به‌جای این که طبق استدلال مالتوس، فناوری زراعتی و اندازه زراعت باید تعداد جمعیت در جهان را تعیین نموده و محدودیت وضع کند، بوسیروپ استدلال نمود که دنیا پر از مثال‌های کاملاً مخالف این نظریه است: بدین معنی که افزایش جمعیت باعث می‌شود تا روش‌های زراعتی تغییر نموده و توسعه یابد.
آلان سکنیبرگ، دانشمند اکو-مارکسیستی، با این منطق علیه مالتوسیانیسم استدلال می‌نماید که، در اقتصادهای بزرگ سرمایه‌داری، تخریب‌های انسانی از تخریب‌های محلی و مبتنی بر نفوس به سمت تخریب‌های ناشی از عملکرد سازمانی اقتصادهای سیاسی سرمایه داران است، تغییر نموده‌است. او نمونه‌های از تخریب سازمان یافته جنگل‌های انبوه را می‌دهد که دولت‌ها قبل از تخریب زمین توسط ابزار سازمانی، مردم را از زمین دور می‌نمایند؛ بنابراین، بیشتر نویسندگان از جامعه شناسان (سکینبرگ) گرفته تا اقتصاددانان (سین و بوسیروپ) و دانشمندان علوم سیاسی (اوستروم) منتقد نظریه مالتوسیانیسم هستند و همه آنها روی این تمرکز دارند که سازمان اجتماعی یک کشور چگونه می‌تواند محیط زیستی را بدون دخیل بودن نفوس تخریب نمایند.

### پارادایم جدید بوم‌شناختی
نظریه «پارادایم جدید بوم‌شناختی» در دهه ۱۹۷۰ میلادی، ادعای عدم تمرکز به مسئله انسان محیط زیستی از جانب جامعه شناسان کلاسیک و اولویت‌های جامعه شناختی که پیروان آنها ساخته بودند را مورد انتقاد قرار داد. این نظریه از جانب «پارادایم استثناگرایی انسان»‏ (HEP) نقد گردید. نظریه الگوی استثناگرایی انسان ادعا می‌نماید که روابط انسانی با محیط زیستی از لحاظ جامعه‌شناسی مهم نیست، چون انسان‌ها به وسیله تغییر فرهنگی از نیروهای زیست محیطی «مثتثنی» می‌گردند.

## ارجاعات
1. ↑  «Environmental Sociology | Encyclopedia.com». www.encyclopedia.com. دریافت‌شده در ۲۰۲۳-۰۳-۰۷.
2. ↑  Caves, R. W. (2004). Encyclopedia of the City. Routledge. p. 234.
3. ↑  Milstein, T. & Castro-Sotomayor, J. (2020). Routledge Handbook of Ecocultural Identity. London, UK: Routledge. https://doi.org/10.4324/9781351068840
4. ↑  Environmental Sociology: A New Paradigm. February 1978, The American Sociologist 13(1):41-49
5. ↑  https://books.google.com/books?id=YjGpDAAAQBAJ
6. ↑  بوتیل و همفری، 2002: صفحه 47